# TV Makes the Superstar
TV Makes the Superstar – singel zapowiadający ostatni (dwunasty) album Modern Talking, Universe. Singel został wydany 3 marca 2003 roku przez firmę BMG i zakończył działalność grupy.

## Lista utworów
CD-Maxi Hansa 82876 50814 2 (BMG) / EAN 0828765081429 03.03.2003
| Nr | Tytuł                                         | Długość |
| -- | --------------------------------------------- | ------- |
| 1. | TV Makes the Superstar (Radio Edit)           | 3:44    |
| 2. | TV Makes the Superstar (Extended Version)     | 5:05    |
| 3. | TV Makes the Superstar (Instrumental Version) | 3:44    |
| 4. | Blackbird                                     | 3:17    |
| 5. | Music – Video TV Makes The Superstar          | 3:54    |

## Listy przebojów (2003)
| Państwo    | Najwyższe miejsce |
| ---------- | ----------------- |
| Niemcy     | 2                 |
| Austria    | 15                |
| Mołdawia   | 9                 |
| Węgry      | 4                 |
| Łotwa      | 20                |
| Litwa      | 25                |
| Rosja      | 4                 |
| Szwajcaria | 55                |
| Estonia    | 32                |
| Rumunia    | 67                |

## Autorzy
- Muzyka: Dieter Bohlen
- Autor tekstów: Dieter Bohlen
- Wokalista: Thomas Anders
- Producent: Dieter Bohlen
- Współproducent: Thorsten Brotzmann
- Keyboard: Thorsten Brotzmann, Jeo i Michael Knauer
- Gitara: Peter Weihe
- Chór: Christoph Leis-Bendorff, William King
- Współprdukcja utworu 4: Lalo i Jeo
- Aranżacja i programowanie: Lalo Titenkov